# Luís Mendes da Silva
Luís Mendes da Silva (Maceió, 13 de novembro de 1904[carece de fontes?] – ?, 1983[carece de fontes?]) foi um militar, professor e político brasileiro nomeado pelo presidente marechal Castelo Branco para governar o Amapá em 1964.
Primeiro governador do Regime Militar no estado criou o Diário Oficial do Território do Amapá; delimitou pela primeira vez a zona urbana da capital Macapá; inaugurou a Usina Hidrelétrica Coaracy Nunes; e institui a Comissão Territorial de Investigação Sumária para “apurar atividades dos servidores territoriais que atentariam contra a Segurança Nacional”.